# Біоіндикація
Біоіндика́ція — це оцінка стану середовища за допомогою живих об'єктів. Живі об'єкти (або системи) — це клітини, організми, популяції, спільноти. З їх допомогою може проводитися оцінка як абіотичних факторів (температура, вологість, кислотність, солоність, вміст полютантів тощо), так і біотичних (життєва здатність організмів, їх популяцій і угрупувань). Термін «біоіндикація» частіше використовується в європейській науковій літературі, а в американській його зазвичай заміняють аналогічним за змістом назвою «екотоксикологія».
Біоіндикація базується на спостереженні за складом та чисельністю видів-індикаторів.
Метод біоіндикації заснований на вибірковому біологічному накопиченні речовин з навколишнього середовища організмами рослин і тварин. Найбільш небезпечними для біотичних спільнот є антропогенні забруднення ґрунту та водойм важкими металами, радіонуклідами, деякими хлорорганічними похідними, оскільки накопичення цих речовин в живих організмах (як усім організмом, так і його окремими частинами) порушує нормальний метаболізм, впливає на біохімічні, цитологічні і фізіологічні процеси, та в цілому погіршує стан і відтворюваність популяції.
Одним з напрямів дослідження рівня атмосферного забруднення є
бріоіндикація, себто застосування мохоподібних як біоіндикаторів.
Цей вид біоіндикації поряд з ліхеноіндикацією набуває дедалі більшого поширення.

## Завдання біоіндикації
Існують принаймні три випадки, коли біоіндикація стає незамінною:
- Фактор не може бути виміряний. Це особливо характерно для спроб реконструкції клімату минулих  епох. Так, аналіз пилку рослин в Північній Америці за тривалий період показав зміну теплого вологого клімату  на сухий прохолодний і далі заміну лісових угруповань на трав'яні. В іншому випадку залишки діатомових водоростей (співвідношення ацидофільних і базофільних видів) дозволили стверджувати, що в минулому вода в озерах Швеції мала кислу реакцію з цілком природних причин.
- Фактор важко виміряти. Деякі пестициди так швидко розкладаються, що не дозволяють виявити їх вихідну концентрацію в ґрунті. Наприклад, інсектицид дельтаметрин активний лише кілька годин після його розпилення, в той час як його дію на фауну (жуків і павуків) простежується протягом декількох тижнів.
- Фактор легко виміряти, але важко інтерпретувати. Дані про концентрацію в навколишньому середовищі різних полютантів (якщо їх концентрація не надзвичайно висока) не містять відповіді на питання, наскільки ситуація небезпечна для живої природи. Показники гранично допустимої концентрації (ГДК) різних речовин розроблені лише для людини. Однак, очевидно, ці показники не можуть бути поширені на інші живі істоти. Є більш чутливі види, і вони можуть виявитися ключовими для підтримки екосистем. З точки зору охорони природи важливіше отримати відповідь на питання, до яких наслідків призведе та чи інша концентрація забруднювача в середовищі.

Біоіндикація — оцінка якості середовища існування або її окремих характеристик за станом біоти у природних умовах. Використовуючи біоіндикацію можна оцінити ступінь забруднення навколишнього середовища, здійснювати постійний контроль (моніторинг) його якості та змін.
Головна мета біоіндикації — діагностика стану екосистем шляхом встановлення здатності організмів до адаптації у відповідних умовах довкілля.
Основним завданням біоіндикації є виявлення видів-біоіндикаторів, які реагують на зміни у стані довкілля, що виникли під дією природних і антропогенних факторів, і добір індикаторів-тестерів з високим порогом чутливості до змін у стані довкілля.
Біоіндикатори — види, групи видів або угруповання, за наявністю, ступенем розвитку, зміною морфологічних, структурно-функціональних, генетичних характеристик яких роблять висновок про стан довкілля. Як біоіндикатори часто виступають лишайники та мохоподібні, у водних екосистемах — угруповання бактеріопланктону, фітопланктону, зоопланктону, зообентосу, фітобентосу, перифітону.
Біоіндикаційні дослідження поділяються на два рівні: видовий і біоценотичний.
- Видовий рівень включає констатацію присутності організму, облік частоти його трапляння, вивчення його анатомо-морфологічних, фізіолого-біохімічних властивостей.

- При біоценотичному моніторингу враховуються різні показники різноманітності видів, продуктивність цього угруповання.

### Критерії вибору біоіндикатора
- швидка відповідь;
- надійність (помилка <20 %);
- простота;
- моніторингові можливості (постійно присутній в природі об'єкт).

Методи біоіндикації поділяються на два види: реєструвальна біоіндикація і біоіндикація за акумуляцією.
Реєструвальна біоіндикація дозволяє робити висновок про вплив факторів середовища за станом особин виду або популяції, а біоіндикація за акумуляцією використовує властивість рослин і тварин накопичувати ті чи інші хімічні речовини.
Відповідно до цих методів розрізняють реєструвальні і накопичувальні індикатори. Реєструвальні індикатори реагують на зміни стану навколишнього середовища зміною чисельності, пошкодженням тканин, соматичними проявами (в тому числі повторюваність), зміною швидкості росту та іншими добре помітними ознаками. Накопичувальні індикатори концентрують забруднювальні речовини в своїх тканинах, певних органах і частинах тіла, які в подальшому використовуються для визначення ступеня забруднення навколишнього середовища за допомогою хімічного аналізу. Прикладом подібних індикаторів можуть служити хітинові покриви ракоподібних і личинок комах, що живуть у воді, мозок, нирки, селезінка, печінка ссавців, черепашки молюсків, мохи.
Біоіндикаційне діагностування стану навколишнього середовища має ряд переваг перед хімічними та фізико-хімічними методами дослідження, а саме:
- вирізняється високою чутливістю до надслабких антропогенних змін якості середовища;
- дозволяє своєчасно виявляти наслідки впливу техногенних факторів на якісні показники довкілля (наприклад, передбачити «цвітіння» води, запобігати токсикозам, пов'язаним з цим явищем та з впливом стічних вод);
- дає можливість оцінити рівень забруднення в умовах великого різноманіття ситуацій;
- забезпечує вчасне виявлення наслідків та надання характеристики антропогенних впливів на екосистему, які мали місце в минулому (або напередодні аналізу), та прогнозування їх післядії.

## Застосування у геологічних дослідженнях
Ряд рослин-індикаторів певним помітним способом реагують на підвищення або зниження концентрації мікро- та макроелементів у ґрунті. Це явище використовується для попередньої оцінки ґрунтів, виявлення можливих місць пошуку корисних копалин.

## Біоіндикація на різних рівнях організації живої матерії
Біоіндикація може здійснюватися на всіх рівнях організації живого: біологічних макромолекул, клітин, тканин і органів, організмів, популяцій
(просторова угруповання особин одного виду), спільнот, екосистем і біосфери вцілому. 
На нижчих рівнях біоіндикації можливі прямі і специфічні форми біоіндикації, на вищих — лише непрямі і неспецифічні. Однак саме останні дають комплексну оцінку впливу антропогенних впливів на природу в цілому.

### Клітинний і субклітинний рівні
Біоіндикація на цих рівнях заснована на вузьких межах протікання біотичних і фізіологічних реакцій. Її переваги полягають у високій чутливості до порушень, що дозволяє дуже швидко виявити навіть незначні концентрації полютантів. Саме на цих рівнях можливо найбільш раннє виявлення порушень середовища. До числа недоліків відноситься те, що біоіндикатори-клітини і молекули вимагають складної апаратури. Результати дії полютантів наступні:
- порушення біомембран (особливо їх проникності);
- зміна концентрації та активності макромолекул (ферменти, білки, амінокислоти, жири, вуглеводи, АТФ);
- акумуляція шкідливих речовин;
- порушення фізіологічних процесів в клітині;
- зміна розмірів клітин.
Щоб розробити той чи інший спосіб біоіндикації на цьому рівні, необхідно з'ясувати механізми дії полютантів.

#### Вплив полютантів на біомембрани
Розглянемо вплив полютантів на біомембрани на прикладі клітин рослин.
Сірчистий газ. SO2 проникає в лист через продихи, потрапляє у міжклітинний простір, розчиняється у воді з утворенням SO32-/HSO3-іонів, що руйнують клітинну мембрану. У результаті знижується буферна ємність цитоплазми клітини, змінюються її кислотність і редокс-потенціал.
Озон та інші окисники, наприклад, пероксиацетилнітрат порушують проникність мембран. Цей ефект посилюється в присутності іонів важких металів.
У всіх випадках особливому впливу піддаються тилакоїдні мембрани хлоропластів. Їх руйнування — основна причина зниження фотосинтезу під впливом полютантів. Процес фотосинтезу дуже чутливий і служить для біоіндикації забруднення середовища. При цьому оцінюють:
 1) інтенсивність фотосинтезу,
 2) флуоресценцію хлорофілу.
Як тест-організм часто використовують мох мніум.
Зміна концентрації та активності макромолекул (ферментів). Дія полютантів на ферменти порушує процес нормального приєднання ферменту до субстрату (утворення субстрат-ферментного комплексу (С-Ф)). Це може відбуватися трьома різними способами:
1) До ферменту замість субстрату приєднується поллютантами-інгібітор з утворенням комплексу Ф-І (наприклад, отруєння СО);
2) Полютант інгібує фермент, розщеплюючи його зв'язок з субстратом;
3) Приєднуючись до субстрату разом з ферментом, полютантами інгібує його активність — утворюється стійкий комплекс С-Ф-І. У підсумку порушуються різні процеси, наприклад, асиміляція вуглекислого газу в процесі фотосинтезу.
SO2 зв'язується з активним центром ключового ферменту фотосинтезу (рибулозодифосфаткарбоксилази) замість СО2 і гальмує фіксацію СО2 в циклі Кальвіна. Газообмін СО2 гіпотетично є придатним для біоіндикації; взаємодія SO2 з HS-групами білків, призводить до руйнування ферментів (доведено для малатдегідрогенази). Синтез захисних речовин в клітині. У клітинах рослин під дією різних порушень накопичуються певні захисні речовини. Біоіндикація пов'язана з визначенням концентрації цих речовин у рослинах:
- Пролін — амінокислота, яка вважається індикатором стресу. Її концентрація зростала в листях тису поблизу доріг з інтенсивним рухом транспорту, в листі каштана внаслідок засолення ґрунту;

- Аланін — амінокислота, накопичувалася в клітинах водорості требоуксії, сосни та кукурудзи при забрудненні;

- Пероксидаза і супероксиддисмутаза. Під впливом стресових агентів утворюються токсичні пероксиди, які знешкоджуються пероксидазою. Наприклад, SO2 викликає збільшення активності пероксидази і появу ізоферментів супероксиддисмутази Ці зміни можна виявити за допомогою гель-електрофорезу.

- Пігменти. При забрудненні в клітинах рослин відбуваються такі зміни пігментів: зменшується вміст хлорофілу, який послідовно руйнується (до феофетину, феофорбіду, розпадається пірольне кільце); знижується відношення хлорофіл а/хлорофіл в. Відзначається, що, зокрема, у ялини внаслідок хронічного задимлення SO2; сповільнюється флуоресценція хлорофілу. При біоіндикації всі ці зміни фіксують за допомогою приладів: хроматографа, спектрофотометра і флуориметра.

- Аденозинтрифосфорна кислота. Значення АТФ — універсального джерела енергії в клітині — важливий показник її життєздатності. Для його кількісної оцінки запропонований показник «енергетичного заряду». АДФ і АМФ — менш насичені енергією молекули аденозиндифосфорної та аденозинмонофосфорної кислот. Показано, що з ростом концентрації SO2 в повітрі енергетичний заряд клітин рослин (сосна, водорість требоуксія) знижується.

- Білки. При забрудненні в клітинах зменшується концентрація розчинних білків.

- Вуглеводи. З метою біоіндикації може бути використано спостереження зміни вмісту глюкози і фруктози в листі гороху за дії автомобільних викидів.

- Ліпіди. Газові викиди ведуть до зменшення вмісту міристинової, пальмітинової і лауринової кислот та до збільшення лінолевої і ліноленової кислот у складі ліпідів.

Акумуляція шкідливих речовин.
Показником забруднення середовища може служити підвищена концентрація полютантів в клітинах живих організмів. Так, виявлена кореляція між вмістом свинцю в листках тису і інтенсивністю автомобільного руху в містах. Накопичення ртуті в пір'ї птахів дозволило за допомогою опудал простежити динаміку забруднень ртуттю. Виявлено, що з початку 40-х років ХХ століття вміст ртуті в пір'ї фазана, куріпок, сапсана та інших збільшилася в 10-20 разів, у порівнянні з 1840—1940 рр.
 Зміна розмірів клітин.
 Показано, що за газодимового забруднення:
- збільшуються клітини смоляних ходів у хвойних дерев;
- зменшуються клітини епідермісу листя.

 Порушення фізіологічних процесів в клітині. Плазмоліз.
У клітинах рослин під дією кислот і SO2 цитоплазма відшаровується від клітинної стінки.

### Організмовий рівень
Ще в давнину деякі види рослин використовували для пошуку руд та інших корисних копалин. Пошкодження рослин димом були відзначені в середині XIX століття навколо содових фабрик Англії та Бельгії.
Переваги біоіндикації на цьому рівні — це невеликі витрати праці і відносна дешевизна, оскільки не потрібні спеціальні лабораторії і висока кваліфікація персоналу.
Морфологічні зміни рослин, які використовуються в біоіндикації:
Зміна кольору листя (неспецифічна, рідше специфічна, реакція на різні полютантів):
- Хлороз — бліде забарвлення листя між жилками. Виявляється за надлишку в ґрунті важких металів і за газодимового забруднення повітря.
- Пожовтіння ділянок листя. Характерно для листяних дерев при засоленні ґрунту хлоридами.
- Почервоніння, пов'язане з накопиченням антоціану. Виникає під дією сірчистого газу.
- Побуріння або побронзовіння. Часто означає початкову стадію некротичних ушкоджень.
- Листя немов просякнуті водою (як при морозних пошкодженнях). Виникає під дією ряду окислювачів, наприклад, пероксиацетилнітрату.
- Сріблясте забарвлення листя. Виникає під дією озону на листі тютюну.

Некрози — відмирання ділянок тканини листка, їх форма іноді специфічна. Міжжилковий некроз — це некроз тканин між бічними жилками 1-го порядку. Часто відзначаються при впливі сірчистого газу. Крайові некрози часто зустрічаються  на листі липи під впливом солі (хлориду натрію), якою взимку посипають міські вулиці для танення льоду. «Риб'ячий скелет» — поєднання міжжилкових і крайових некрозів. Верхівкові некрози найчастіше зустрічаються у однодольних покритонасінних і хвойних рослин. Наприклад, хвоїнки ялиці і сосни після дії сірчистого газу стають на вершині бурими, верхівки листя гладіолусів після обкурювання фтористим воднем стають білими.. 
Передчасне в'янення. Під дією етилену в теплицях не розкриваються квітки у гвоздики, в'януть пелюстки орхідей. Сірчистий газ викликає оборотне в'янення листя малини.
Дефоліація — опадання листя. Зазвичай спостерігається після некрозів і хлорозів. Наприклад, осипання хвої у ялини і сосни при газодимових забрудненні повітря, листя лип та кінських каштанів — від солі для танення льоду, аґрусу та смородини — під дією сірчистого газу.
 Зміни розмірів органів, зазвичай неспецифічні. Наприклад, хвоя сосни поблизу заводів добрив подовжується від нітратів і коротшає від сірчистого газу. У ягідних кущів дим викликає зменшення розмірів листків.
Зміни форми, кількості та положення органів. Аномальну форму листя відзначали після радіоактивного опромінення. В результаті локальних некрозів виникає роздування або викривлення листя, зрощення або розщеплення окремих органів, збільшення або зменшення частин квітки.
Зміна життєвої форми рослини. Кущувата або подушкоподібна форма зростання властива деревам, особливо липі, за сильного стійкого забруднення повітря (HCl, SO2).
Зміна життєвості. У присутності багатьох полютантів бонітет дерев знижується від 1-2 класу до 4-5. Зазвичай це супроводжується «іржавінням» крони і зменшенням приросту. Зміни приросту неспецифічні, але широко застосовуються. Вимірюють радіальний приріст стовбурів, приріст у довжину пагонів і листя, коріння, діаметр талома лишайника.
Зміна плодючості. Виявлено у багатьох рослин. Наприклад, за дії полютантів зменшується утворення плодових тіл у грибів, знижується продуктивність у чорниці та ялини. Деякі види лишайників не утворюють плодових тіл в сильно забрудненому повітрі, але здатні розмножуватися вегетативно.

### Біоіндикація на рівні біосфери
Деякі приклади індикаторів глобальних змін середовища: «повзуча евтрофікація». Присутність в морській воді стічних вод все частіше індукують червоні та бурі припливи. Вони виникають через спалахи чисельності одноклітинних водоростей: токсичних дінофлагелят (червоні) і діатомових  водоростей (бурі);
Глобальне потепління клімату. Звичайним явищем стає «червоний сніг». З'являється в горах при підвищеній інсоляції завдяки зростанню чисельності одноклітинних водоростей (в основному гемококів).
Фонове забруднення середовища. Навіть на заповідних територіях за останні 40 років знизилася різноманітність і чисельність тварин. Регулярне та повсюдне застосування пестицидів призвело до зниження чисельності ґрунтових членистоногих на полях за останні 30 років в кілька разів.